# Massacro di Sagamihara
Il massacro di Sagamihara è stato un omicidio di massa perpetrato con l'obiettivo di colpire tutte le persone disabili del centro d'assistenza Tsukui Yamayuri-en, a Sagamihara (nella prefettura di Kanagawa), in Giappone.
L'assassino è stato identificato in Satoshi Uematsu, un cittadino giapponese di 26 anni ed ex dipendente della struttura. Dopo aver compiuto la strage, Uematsu si consegnò volontariamente alle forze dell'ordine, portando con sé uno zaino con all'interno coltelli ed altre armi da taglio macchiate di sangue utilizzate nel massacro.
Nella strage sono morte 19 persone, mentre altre 26 sono rimaste ferite. Questo la rende la più grave strage avvenuta in Giappone dal 1989, con un numero di vittime superiore alla strage di Osaka (in cui morirono 8 bambini) ed al massacro di Akihabara (che provocò la morte di 7 uomini).

## Luogo della strage
La Tsukui Yamayuri-en (in giapponese: 津久井やまゆり園?, in inglese: Tsukui Yamayuri Garden) è una struttura d'assistenza per disabili, istituita dalla prefettura di Kanagawa e gestita dalla Kanagawa Kyodokai (社会福祉法人かながわ共同会?), un organo sanitario che si occupa dell'assistenza sociale. Ospitava 149 persone di età compresa tra i 18 e i 75 anni. Molti di essi soffrivano di disabilità fisiche e mentali ed avevano bisogno di cure e assistenza costanti, mentre altri erano affetti da sordità e cecità.
La struttura si trova nei pressi del lago Sagami e dispone di 21 edifici, tra cui otto dormitori distribuiti su due piani, una piscina ed una clinica distribuiti su una superficie totale di 30 000 metri quadrati. Al suo interno vi lavorano 220 dipendenti, inclusi i lavoratori part-time. L'entrata principale dell'edificio è bloccata mentre, invece, le porte dei singoli dormitori sono sempre accessibili anche per favorire l'assistenza delle persone al suo interno.
Quando è avvenuto il massacro, al suo interno vi erano circa 150 persone tra cui otto assistenti ed un addetto alla sicurezza.

## I fatti
Intorno alle ore 02:10 (ora locale), Satoshi Uematsu si è fermato con la sua auto nei pressi del centro ed ha fatto irruzione nella struttura, rompendo una finestra del primo piano utilizzando un martello. Successivamente ha legato un membro del personale, rubandogli le chiavi dei dormitori e andando da una stanza all'altra per uccidere le persone al loro interno, le quali dormivano. La polizia, intorno alle ore 02:30, ha ricevuto le segnalazioni di alcuni membri dello staff del centro, le quali parlavano di un uomo armato di coltello che si era addentrato nell'edificio. Attraverso alcune telecamere di sicurezza è stato possibile notare che Uematsu ha abbandonato la struttura alle ore 02:50.
La polizia riuscì ad irrompere nell'edificio intorno alle ore 03:00, quando si trovarono dinnanzi alla scena del crimine. Le vittime vennero ritrovate, mentre dormivano, con dei profondi tagli all'altezza della nuca e della schiena. Sul luogo della strage intervennero anche 29 ambulanze per prestare soccorso immediato e trasportare d'urgenza tutte le vittime presso i vicini ospedali.
Circa due ore dopo la strage, Uematsu si è recato, in macchina, presso la stazione di polizia del distretto di Tsukui, dove si è poi costituito. Qui è stato trattenuto dagli agenti tutto il giorno. All'interno dell'auto, oltre al volante sporco di sangue, la polizia ha ritrovato uno zaino con vari coltelli da cucina insanguinati. Successivamente è stato trasportato via, con il volto coperto, ma non appena ne ha avuto l'occasione ne ha approfittato per togliersi il foglio che lo copriva ed ha sorriso ai fotografi che attendevano nuove notizie da parte degli agenti.

## Vittime
Le vittime della strage sono state 19 (nove uomini e dieci donne), mentre il numero dei feriti è di 26, tra cui 13 in gravi condizioni. L'unica persona ad essere stata identificata, per volere del padre, è Takako Noguchi, uno dei gravi feriti. I parenti delle vittime non hanno accordato il permesso di rilasciare i nomi dei deceduti a causa della loro disabilità. Nella cultura giapponese, infatti, si è particolarmente ostili al riguardo, dal momento che la disabilità viene vista come una vergogna non solo per il disabile ma anche per tutti i membri della sua famiglia.

## Il killer
Il killer del massacro è stato identificato in Satoshi Uematsu (植松 聖?, Uematsu Satoshi), un cittadino giapponese di 26 anni ed ex impiegato presso la Tsukui Yamayuri-en, dalla quale venne licenziato nel febbraio 2016 dopo averci lavorato dal dicembre 2012. Suo padre era un professore d'arte presso una scuola elementare e lo stesso Uematsu aveva insegnato per qualche tempo. I genitori qualche anno prima vivevano con lui ma, da quando si erano trasferiti a Tokyo, era rimasto da solo.
Alcuni suoi vicini sono rimasti sorpresi dopo aver saputo che era stato lui a commettere gli omicidi, descrivendolo come una persona amichevole e come un buon insegnante. Alcuni hanno invece affermato che il suo comportamento era cambiato dopo aver lavorato all'interno del centro di assistenza. Il 16 marzo 2020 è stata pronunciata la sentenza capitale di Satoshi Uematsu, che verrà eseguita mediante impiccagione.

## Reazioni
Il ministro giapponese Yoshihide Suga ha espresso le sue condoglianze alle vittime ed ha dichiarato che l'attacco è stato un «incidente scioccante, nel quale degli innocenti sono diventati vittime». Papa Francesco ha espresso «grande dolore» per le vittime della strage ed ha comunicato la sua vicinanza a tutti i parenti dei deceduti. Alcuni media giapponesi, invece, hanno definito il massacro come un crimine d'odio.